# Кошелёво (Берёзовский район)
Кошелёво (бел. Кашалёва) — деревня в Берёзовском районе Брестской области Белоруссии. Входит в состав Сигневичского сельсовета.

## География
Деревня находится в центральной части Брестской области, при автодороге Н-84, на расстоянии приблизительно 17 километров (по прямой) к юго-западу от города Берёза, административного центра района. Абсолютная высота — 149 метров над уровнем моря. Площадь населённого пункта — 1,021 км².

## История
По состоянию на 1921 год, входила в состав гмины Чернякув Пружанского повета Полесского воеводства Польши. Числилось 73 жителя, проживавших в 20 домах. В этническом составе населения того периода поляки составляли 89 %, белорусы — 11 %. В конфессиональном составе населения преобладали католики (72,6 %) и православные христиане (27,4 %).
С 1939 года в БССР, с 1940 года деревня в составе Пешкинского сельсовета, который в 1954 году был переименован в Борковский сельсовет.

## Население
По данным переписи 2019 года, в деревне проживало 29 человек.
| Год  | Население, человек |
| ---- | ------------------ |
| 1921 | ↘ 73               |
| 2009 | ↘ 56               |
| 2019 | ↘ 29               |